# Boundary Bend
Boundary Bend is een plaats in de Australische deelstaat Victoria en telt 182 inwoners (2006).